# Ardit Fazljija
Ardit Fazljija (ur. 11 marca 1997) – szwedzki zapaśnik walczący w stylu klasycznym. Zajął 22. miejsce na mistrzostwach świata w 2022. Dziewiąty na mistrzostwach Europy w 2019. Dziesiąty na igrzyskach europejskich w 2019. Złoty medalista mistrzostw nordyckich w 2016 i srebrny w 2019. Wicemistrz Europy juniorów w 2017, trzeci wśród kadetów w 2014 roku.